# アイスブレイク
アイスブレイクとは、氷を解かすことの意味。初対面の人同士が出会う時、その緊張をときほぐすための手法。集まった人を和ませ、コミュニケーションをとりやすい雰囲気を作り、そこに集まった目的の達成に積極的に関わってもらえるよう働きかける技術を指す。
アイスブレイクは自己紹介をしたり、簡単なゲームをしたりすることが多く、いくつかのワークやゲームの活動時間全体を指すこともある。「コミュニティビルディング（community building）」や「アイスブレイキング（ice breaking）」とも呼ばれている。
「アイスブレイク」という用語は、参加者の不安や緊張を氷にたとえ、その「硬い氷をこわす、溶かす」という意味を持っている。

## アイスブレイクが使える場
見知らぬ人が集まる様々な場所で使える。すでに顔見知り、またはある程度話をしたことがある人どうしでも有効。会議などの始まりに、硬い場を和らげる効果がある。
例として、次のような場面で使うことができる。
- 教育の場 - 授業、講義、学級活動・ホームルーム活動、新入生オリエンテーション、体験学習、保護者会など[3]
- 仕事の場 - 会議、新入社員研修、社員研修、管理職研修、チームミーティングなど
- 市民活動の場 - 市民講座、ワークショップ（体験学習）、地域の集まり、子育て支援行事など
- 懇親の場 - 歓迎会、お見合いパーティ、合コンなど

アイスブレイクは開始時に行うことが多いが、途中で行うこともある。場を仕切り直したい時や、疲れてきた時にも行うことが可能である。
アイスブレイクは、ワークショップの導入部分の活動でもある。ワークショップでは、学びを深める準備として、見知らぬ者どうしを出会わせるアクティビティやレクリエーションが用いられる。

## アイスブレイクの目的
見知らぬ者どうしの集団に投げ込まれたとき、人の心と体は「アイス（氷）」のように張りつめて凍てついた状態になっている。「アイス」状態を「ブレイクする（打ち破る）」のが、アイスブレイクである。アイスブレイクを実践し指導する人を、アイスブレイカー（アイスブレイクの司会進行役を務める人）という。
アイスブレイクの目的は、三つある。
1. 参加者全員が和やかな雰囲気に包まれるようにすること
2. 参加者どうしのコミュニケーションが円滑に、豊かに、広くなるようにすること
3. 参加者がその場に自分がいてもよいという安心感をもつこと